# 聖路易斯波托西州
聖路易斯波托西州（西班牙語：San Luis Potosí）是墨西哥三十一個州之一，位於該國中北部。首府聖路易斯波托西市。
州名源於首府的原名，因為在那裡發現了可以比得上今天玻利維亞波托西的銀礦。